# Iggy Azalea
Amethyst Amelia Kelly (født 7. juni 1990), bedre kendt under sit kunstnernavn Iggy Azalea, er en rapper fra Australien, født i Sydney.

## Diskografi

### Studiealbums
- The New Classic 2014

### Genudgivelser
- Reclassified 2014

### EPs
- Glory 2012
- iTunes Festival: London 2013
- Survive the Summer 2018

### Mixtapes
- Ignorant Art 2011
- TrapGold 2012